# باول إتش كار
باول إتش كار (بالإنجليزية: Paul H. Carr)‏ هو عسكري أمريكي، ولد في 13 فبراير 1924، وتوفي في 25 أكتوبر 1944.